# The Big C/Episodenliste

Das Logo zur Serie

Diese Episodenliste enthält alle Episoden der US-amerikanischen Dramaserie The Big C, sortiert nach der US-amerikanischen Erstausstrahlung. Zwischen 2010 und 2013 entstanden in vier Staffeln 40 Episoden mit einer Länge von jeweils etwa 30 bzw. in der vierten Staffel etwa 60 Minuten.

## Übersicht
| Staffel | Episodenanzahl | Erstausstrahlung USA | Erstausstrahlung USA | Deutschsprachige Erstausstrahlung | Deutschsprachige Erstausstrahlung |
| Staffel | Episodenanzahl | Staffelpremiere      | Staffelfinale        | Staffelpremiere                   | Staffelfinale                     |
| ------- | -------------- | -------------------- | -------------------- | --------------------------------- | --------------------------------- |
| 1       | 13             | 16. August 2010      | 15. November 2010    | 5. April 2011                     | 17. Mai 2011                      |
| 2       | 13             | 27. Juni 2011        | 26. September 2011   | 21. Februar 2012                  | 3. April 2012                     |
| 3       | 10             | 8. April 2012        | 17. Juni 2012        | 7. August 2012                    | 4. September 2012                 |
| 4       | 4              | 29. April 2013       | 20. Mai 2013         | 15. Oktober 2013                  | 5. November 2013                  |

## Staffel 1
Die Erstausstrahlung der ersten Staffel war vom 16. August bis zum 15. November 2010 auf dem US-amerikanischen Kabelsender Showtime zu sehen. Die deutschsprachige Erstausstrahlung sendete der deutsche Pay-TV-Sender FOX vom 5. April bis zum 17. Mai 2011.
| Nr. (ges.) | Nr. (St.) | Deutscher Titel          | Originaltitel                       | Erstausstrahlung USA | Deutschsprachige Erstausstrahlung (D) | Regie           | Drehbuch                                          |
| ---------- | --------- | ------------------------ | ----------------------------------- | -------------------- | ------------------------------------- | --------------- | ------------------------------------------------- |
| 1          | 1         | Mein neuer Pool          | Pilot                               | 16. Aug. 2010        | 5. Apr. 2011                          | Bill Condon     | Darlene Hunt                                      |
| 2          | 2         | Sommer                   | Summer Time                         | 23. Aug. 2010        | 5. Apr. 2011                          | Michael Engler  | Darlene Hunt                                      |
| 3          | 3         | Selbsthilfe ohne Gruppe  | There’s No C in Team                | 30. Aug. 2010        | 12. Apr. 2011                         | Michael Engler  | Jenny Bicks                                       |
| 4          | 4         | Das Cabrio               | Playing the Cancer Car              | 13. Sep. 2010        | 12. Apr. 2011                         | Craig Zisk      | Mark Kunerth                                      |
| 5          | 5         | Blaue Blumen             | Blue-Eyed Iris                      | 20. Sep. 2010        | 19. Apr. 2011                         | Craig Zisk      | Cara DiPaolo                                      |
| 6          | 6         | Das erste Zeichen        | Taking Lumps                        | 27. Sep. 2010        | 19. Apr. 2011                         | Alan Poul       | Toni Kalem                                        |
| 7          | 7         | Die Zeitkapsel           | Two for the Road                    | 4. Okt. 2010         | 26. Apr. 2011                         | Alan Poul       | Hilly Hicks Jr.                                   |
| 8          | 8         | Herzlichen Glückwunsch   | Happy Birthday, Cancer              | 11. Okt. 2010        | 26. Apr. 2011                         | Tricia Brock    | Darlene Hunt                                      |
| 9          | 9         | Ecstasy und Agonie       | The Ecstacy and the Agony           | 18. Okt. 2010        | 3. Mai 2011                           | Tricia Brock    | Handlung: Jenny Bicks Schauspiel: Hilly Hicks Jr. |
| 10         | 10        | Göttliche Fügung         | Divine Intervention                 | 25. Okt. 2010        | 3. Mai 2011                           | Michael Lehmann | Mark Kunerth                                      |
| 11         | 11        | Neuanfänge               | New Beginnings                      | 1. Nov. 2010         | 10. Mai 2011                          | Michael Lehmann | Cara DiPaolo                                      |
| 12         | 12        | Der Bienenmann           | Everything That Rises Must Converge | 8. Nov. 2010         | 10. Mai 2011                          | Michael Engler  | Jenny Bicks                                       |
| 13         | 13        | Der Sprung ins Ungewisse | Taking the Plunge                   | 15. Nov. 2010        | 17. Mai 2011                          | Michael Engler  | Darlene Hunt                                      |

## Staffel 2
Die Erstausstrahlung der zweiten Staffel war vom 27. Juni bis zum 26. September 2011 auf dem US-amerikanischen Kabelsender Showtime zu sehen. Die deutschsprachige Erstausstrahlung sendete der deutsche Pay-TV-Sender FOX vom 21. Februar bis zum 3. April 2012.
| Nr. (ges.) | Nr. (St.) | Deutscher Titel         | Originaltitel            | Erstausstrahlung USA | Deutschsprachige Erstausstrahlung (D) | Regie                   | Drehbuch                       |
| ---------- | --------- | ----------------------- | ------------------------ | -------------------- | ------------------------------------- | ----------------------- | ------------------------------ |
| 14         | 1         | Nebenwirkungen          | Losing Patients          | 27. Juni 2011        | 21. Feb. 2012                         | Michael Engler          | Darlene Hunt                   |
| 15         | 2         | Reise nach Jerusalem    | Musical Chairs           | 4. Juli 2011         | 21. Feb. 2012                         | Michael Engler          | Jenny Bicks                    |
| 16         | 3         | Sextherapie             | Sexual Healing           | 11. Juli 2011        | 28. Feb. 2012                         | Miguel Arteta           | Mark Kunerth                   |
| 17         | 4         | Gespenster              | Boo!                     | 18. Juli 2011        | 28. Feb. 2012                         | Miguel Arteta           | Cara DiPaolo                   |
| 18         | 5         | Katzen und Hunde        | Cats and Dogs            | 25. Juli 2011        | 6. März 2012                          | Jennifer Getzinger      | Melanie Marnich                |
| 19         | 6         | Das große Krabbeln      | The Little C             | 1. Aug. 2011         | 6. März 2012                          | Jennifer Getzinger      | Hilly Hicks Jr.                |
| 20         | 7         | Bärendienst             | Goldilocks and the Bears | 8. Aug. 2011         | 13. März 2012                         | Michael Engler          | Cusi Cram                      |
| 21         | 8         | Das letzte Thanksgiving | The Last Thanksgiving    | 15. Aug. 2011        | 13. März 2012                         | Michael Engler          | Darlene Hunt                   |
| 22         | 9         | Ein bisschen tot        | A Little Death           | 22. Aug. 2011        | 20. März 2012                         | Ryan Fleck & Anna Boden | Jenny Bicks                    |
| 23         | 10        | Wie geht es dir         | How Do You Feel?         | 29. Aug. 2011        | 20. März 2012                         | Anna Boden & Ryan Fleck | Mark Kunerth                   |
| 24         | 11        | Kampf oder Flucht       | Fight or Flight          | 12. Sep. 2011        | 27. März 2012                         | Craig Zisk              | Cara DiPoalo & Melanie Marnich |
| 25         | 12        | Der dunkelste Tag       | The Darkest Day          | 19. Sep. 2011        | 27. März 2012                         | Craig Zisk              | Jenny Bicks                    |
| 26         | 13        | An der Ziellinie        | Crossing The Line        | 26. Sep. 2011        | 3. Apr. 2012                          | Michael Engler          | Darlene Hunt                   |

## Staffel 3
Die Erstausstrahlung der dritten Staffel war vom 8. April bis zum 17. Juni 2012 auf dem US-amerikanischen Kabelsender Showtime zu sehen. Die deutschsprachige Erstausstrahlung sendete der deutsche Pay-TV-Sender FOX vom 7. August bis zum 4. September 2012.
| Nr. (ges.) | Nr. (St.) | Deutscher Titel           | Originaltitel      | Erstausstrahlung USA | Deutschsprachige Erstausstrahlung (D) | Regie              | Drehbuch        |
| ---------- | --------- | ------------------------- | ------------------ | -------------------- | ------------------------------------- | ------------------ | --------------- |
| 27         | 1         | Auf dünnem Eis            | Thin Ice           | 8. Apr. 2012         | 7. Aug. 2012                          | Michael Engler     | Darlene Hunt    |
| 28         | 2         | Was ist deine Geschichte? | What’s Your Story? | 15. Apr. 2012        | 7. Aug. 2012                          | Michael Engler     | Mark Kunerth    |
| 29         | 3         | Der Weg zur Freude        | Bundle of Joy      | 22. Apr. 2012        | 14. Aug. 2012                         | Adam Bernstein     | Jenny Bicks     |
| 30         | 4         | Familienplanung           | Family Matters     | 29. Apr. 2012        | 14. Aug. 2012                         | Adam Bernstein     | Cara DiPaolo    |
| 31         | 5         | Das wahre Gesicht         | Face Off           | 6. Mai 2012          | 21. Aug. 2012                         | Jennifer Getzinger | Melanie Marnich |
| 32         | 6         | Die große Show            | Life Rights        | 13. Mai 2012         | 21. Aug. 2012                         | Jennifer Getzinger | Hilly Hicks Jr. |
| 33         | 7         | Auf dem Basar             | How Bazaar         | 20. Mai 2012         | 28. Aug. 2012                         | Jann Turner        | Cusi Cram       |
| 34         | 8         | Schluss mit Freude        | Killjoy            | 3. Juni 2012         | 28. Aug. 2012                         | Jann Turner        | Mark Kunerth    |
| 35         | 9         | Vaya con Dios             | Vaya Con Dios      | 10. Juni 2012        | 4. Sep. 2012                          | Michael Engler     | Jenny Bicks     |
| 36         | 10        | Auf und davon             | Fly Away           | 17. Juni 2012        | 4. Sep. 2012                          | Michael Engler     | Darlene Hunt    |

## Staffel 4 (Hereafter)
Die Erstausstrahlung der vierten Staffel war vom 29. April bis zum 20. Mai 2013 auf dem US-amerikanischen Kabelsender Showtime zu sehen. Die deutschsprachige Erstausstrahlung wurde vom 15. Oktober 2013 bis zum 5. November 2013 beim deutschen Pay-TV-Sender FOX gesendet.
| Nr. (ges.) | Nr. (St.) | Deutscher Titel            | Originaltitel              | Erstausstrahlung USA | Deutschsprachige Erstausstrahlung (D) | Regie          | Drehbuch                       |
| ---------- | --------- | -------------------------- | -------------------------- | -------------------- | ------------------------------------- | -------------- | ------------------------------ |
| 37         | 1         | Lebensqualität             | Quality of Life            | 29. Apr. 2013        | 15. Okt. 2013                         | Michael Engler | Darlene Hunt                   |
| 38         | 2         | Mitnehmen kannst du nichts | You Can’t Take It with You | 6. Mai 2013          | 22. Okt. 2013                         | Jann Turner    | Cara DiPaolo & Melanie Marnich |
| 39         | 3         | Das Haus des Todes         | Quality of Death           | 13. Mai 2013         | 29. Okt. 2013                         | Jenny Bicks    | Richard Heus                   |
| 40         | 4         | Finale                     | The Finale                 | 20. Mai 2013         | 5. Nov. 2013                          | Michael Engler | Jenny Bicks & Darlene Hunt     |